# 托伊尼·古斯塔夫松
托伊尼·古斯塔夫松（瑞典語：Toini Gustafsson，1938年1月17日—），瑞典女子越野滑雪运动员。她曾代表瑞典参加1964年和1968年冬季奥林匹克运动会越野滑雪比赛，共获得二枚金牌和二枚银牌。